# Liste von Burgen, Schlössern und Festungen im Département Val-de-Marne
Die Liste von Burgen, Schlössern und Festungen im Département Val-de-Marne listet bestehende und abgegangene Anlagen im Département Val-de-Marne auf. Das Département zählt zur Region Île-de-France in Frankreich.

Wappen des Départements Val-de-Marne (94)
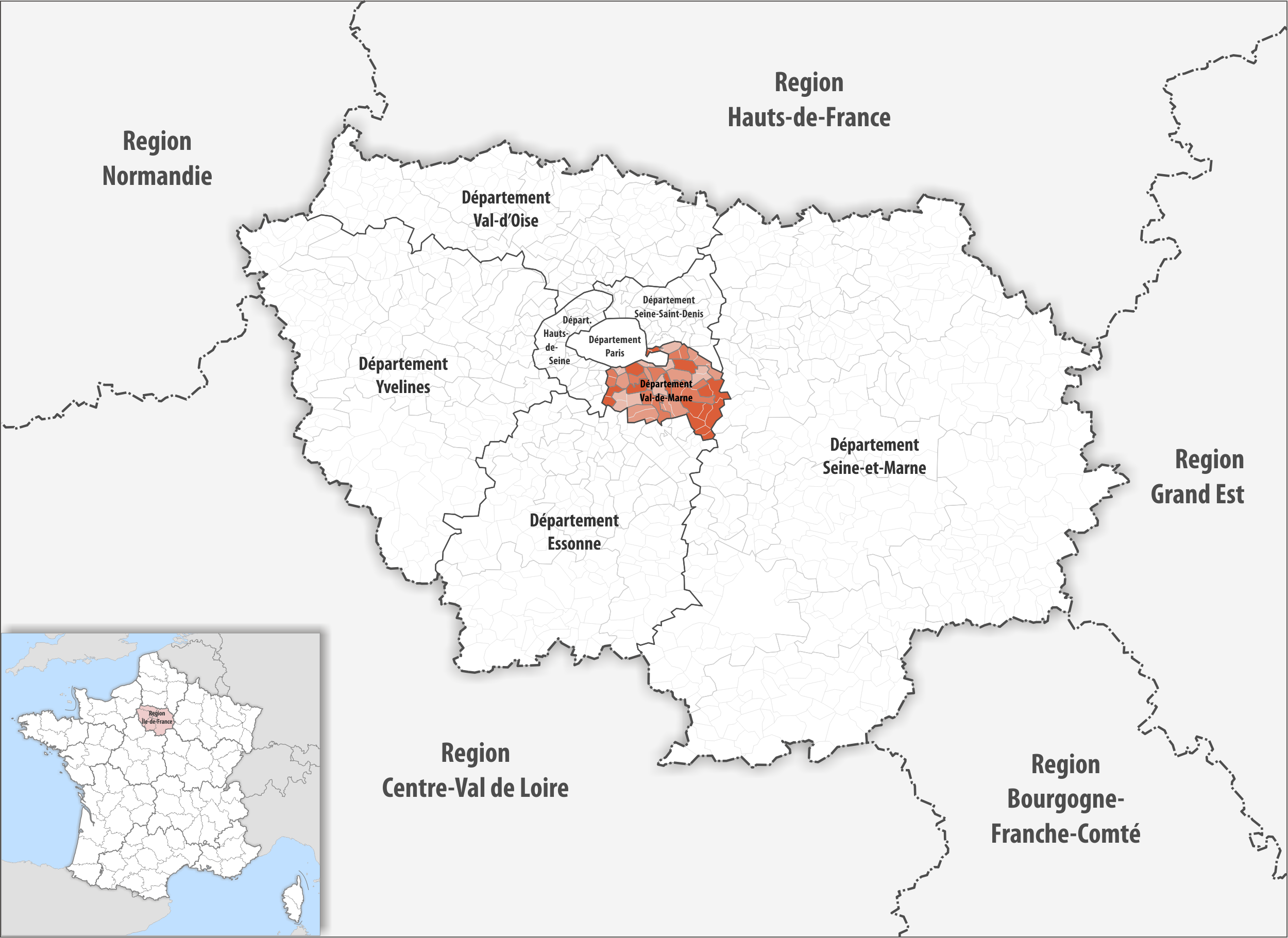
Lage des Départements Val-de-Marne in der Region Île-de-France
Lage der Region Île-de-France in Frankreich

## Liste
Bestand am 6. August 2021: 20
| Name deu / fra                                            | Gemeinde / Lage                            | Typ (Untertyp)     | Bemerkungen | Bild |
| --------------------------------------------------------- | ------------------------------------------ | ------------------ | --- | ---- |
| Pavillon Antoine de Navarre Pavillon d'Antoine de Navarre | Charenton-le-Pont 48,82° N, 2,416° O       | Schloss (Pavillon) | Heute das Rathaus (Hôtel de ville) |      |
| Schloss Les Arcs Château des Arcs                         | Cachan 48,799° N, 2,332° O                 | Schloss            | Heute ein Musikkonservatorium |      |
| Schloss Beauté-sur-Marne Château de Beauté-sur-Marne      | Nogent-sur-Marne 48,832908° N, 2,475208° O | Schloss            | Kleines königliches Landschloss, im 14. Jahrhundert erbaut und 1626 zerstört, keine Reste vorhanden                                                                          |      |
| Schloss Bercy Château de Bercy                            | Charenton-le-Pont 48,827° N, 2,401° O      | Schloss            | 1861 zerstört, die Fassaden der Nord- und Südpavillons blieben erhalten |      |
| Schloss Berny Château de Berny                            | Fresnes 48,759° N, 2,313° O                | Schloss            | Im 19. Jahrhundert zerstört; ein Teil des Nordflügels erhalten |      |
| Schloss Boissy-Saint-Léger Château de Boissy-Saint-Léger  | Boissy-Saint-Léger                         | Schloss            | Zerstört |      |
| Schloss Brévannes Château de Brévannes                    | Limeil-Brévannes 48,748° N, 2,489° O       | Schloss            | Heute ein Krankenhaus |      |
| Schloss Bry-sur-Marne Château de Bry                      | Bry-sur-Marne 48,839° N, 2,522° O          | Schloss            | Um 1755 erbaut, heute eine katholische Privatschule |      |
| Schloss Choisy Château de Choisy-le-Roi                   | Choisy-le-Roi 48,763° N, 2,409° O          | Schloss            | Im 17. Jahrhundert errichtet, im 19. Jahrhundert abgerissen |      |
| Schloss La Faulotte Château de la Faulotte                | Nogent-sur-Marne 48,837° N, 2,488° O       | Schloss            | Im 17. Jahrhundert errichtet, im Krieg 1871 schwer beschädigt und 1896 beim Bau einer Straße abgerissen                                                                      |      |
| Schloss Le Grand-Val Château du Grand-Val                 | Sucy-en-Brie 48,775517° N, 2,519643° O     | Schloss            | Im 20. Jahrhundert abgerissen |      |
| Schloss Grosbois Château de Grosbois                      | Boissy-Saint-Léger 48,736° N, 2,528° O     | Schloss            | Diente in dem Film Le Miracle des loups (1961) als Kulisse für das Eröffnungsturnier                                                                                         |      |
| Fort Ivry Fort d'Ivry                                     | Ivry-sur-Seine 48,80222° N, 2,39° O        | Festung (Fort)     | Aus dem 19. Jahrhundert, diente der Verteidigung von Paris |      |
| Schloss Ormesson Château d'Ormesson                       | Ormesson-sur-Marne 48,783° N, 2,541° O     | Schloss            | Im 16. Jahrhundert errichtet |      |
| Schloss Le Parangon Château du Parangon                   | Joinville-le-Pont 48,814° N, 2,471° O      | Schloss            | Im 17. Jahrhundert errichtet |      |
| Schloss Réghat Château de Réghat                          | Maisons-Alfort 48,8° N, 2,436° O           | Schloss            | Heute ein Museum |      |
| Schloss Saint-Maur Château de Saint-Maur                  | Saint-Maur-des-Fossés                      | Schloss            | Im 16. Jahrhundert errichtet und 1796 zerstört |      |
| Schloss Smith-Champion Château Smith-Champion             | Nogent-sur-Marne 48,836° N, 2,487° O       | Schloss            | Heute das Bernard-Anthonioz-Kunstmuseum |      |
| Schloss Sucy-en-Brie Château de Sucy-en-Brie              | Sucy-en-Brie 48,77° N, 2,524° O            | Schloss            | Haus der Künste und der Musik |      |
| Schloss Vincennes Château de Vincennes                    | Vincennes 48,843° N, 2,436° O              | Schloss            | Im 14. Jahrhundert zum Schloss umgebaut, mehrfach erweitert, erst königlicher Wohnsitz, dann Staatsgefängnis und Hinrichtungsstätte, berühmt wegen seines 50 m hohen Donjons |      |